# Brand New Day
Brand New Day ist das sechste Studioalbum des britischen Pop-Sängers Sting. Es wurde am 24. September 1999 über das Label A&M Records veröffentlicht.

## Produktion
Alle Titel auf Brand New Day wurden von Sting geschrieben, bei A Thousand Years assistierte Kipper als Songwriter.

## Titelliste
1. A Thousand Years – 5:58
2. Desert Rose (feat. Cheb Mami) – 4:45
3. Big Lie, Small World (feat. David Hartley) – 5:05
4. After the Rain Has Fallen – 5:03
5. Perfect Love... Gone Wrong (feat. Sté Strausz) – 5:24
6. Tomorrow We’ll See – 4:47
7. Prelude to the End of the Game – 0:20
8. Fill Her Up (feat. James Taylor) – 5:39
9. Ghost Story – 5:29
10. Brand New Day – 6:19

## Singleauskopplungen
| Jahr | Titel                     | Höchstplatzierung, Gesamtwochen, AuszeichnungChartplatzierungen (Jahr, Titel, , Platzierungen, Wochen, Auszeichnungen, Anmerkungen) | Höchstplatzierung, Gesamtwochen, AuszeichnungChartplatzierungen (Jahr, Titel, , Platzierungen, Wochen, Auszeichnungen, Anmerkungen) | Höchstplatzierung, Gesamtwochen, AuszeichnungChartplatzierungen (Jahr, Titel, , Platzierungen, Wochen, Auszeichnungen, Anmerkungen) | Höchstplatzierung, Gesamtwochen, AuszeichnungChartplatzierungen (Jahr, Titel, , Platzierungen, Wochen, Auszeichnungen, Anmerkungen) | Höchstplatzierung, Gesamtwochen, AuszeichnungChartplatzierungen (Jahr, Titel, , Platzierungen, Wochen, Auszeichnungen, Anmerkungen) | Anmerkungen                                           |
| Jahr | Titel                     | DE | AT | CH | UK | US | Anmerkungen                                           |
| ---- | ------------------------- | --- | --- | --- | --- | --- | ----------------------------------------------------- |
| 1999 | Brand New Day             | DE54 (9 Wo.)DE | AT38 (3 Wo.)AT | CH35 (10 Wo.)CH | UK13 (6 Wo.)UK | — | Erstveröffentlichung: 13. September 1999              |
| 2000 | Desert Rose               | DE7 (9 Wo.)DE | AT6 (3 Wo.)AT | CH3 (10 Wo.)CH | UK15 (6 Wo.)UK | US17 (26 Wo.)US | Erstveröffentlichung: 17. Januar 2000 feat. Cheb Mami |
| 2000 | After the Rain Has Fallen | DE64 (7 Wo.)DE | — | — | UK31 (5 Wo.)UK | — | Erstveröffentlichung: 25. April 2000                  |

## Rezeption
| Professionelle Bewertungen | Professionelle Bewertungen |
| -------------------------- | -------------------------- |
| Kritiken                   |                            |
| Quelle                     | Bewertung                  |
| allmusic                   | [ 2 ]                      |
| Rolling Stone              | [ 3 ]                      |

Bei den Grammy Awards 2000 gewann Brand New Day die Auszeichnungen in den Kategorien Best Pop Vocal Album und Best Male Pop Vocal Performance für das Lied Brand New Day.

## Kommerzieller Erfolg

### Chartplatzierungen
Brand New Day debütierte am 11. Oktober 2000 auf dem ersten Platz der deutschen Albumcharts, in denen es 51 Wochen lang in den Top 100 platziert war. Im Vereinigten Königreich erreichte das Album Platz fünf der dortigen Albumcharts. In den Billboard 200 debütierte der Tonträger am 16. Oktober 1999 auf Platz 15. Am 2. September 2000 erreichte Brand New Day, in der 47. Chartwoche den neunten Platz der Charts. Ferner erreichte der Tonträger die Spitze der Charts in Österreich, Finnland und Norwegen.
| ChartsChartplatzierungen       | Höchstplatzierung | Wochen |
| ------------------------------ | ----------------- | ------ |
| Deutschland (GfK)              | 1 (51 Wo.)        | 51     |
| Österreich (Ö3)                | 1 (30 Wo.)        | 30     |
| Schweiz (IFPI)                 | 5 (46 Wo.)        | 46     |
| Vereinigte Staaten (Billboard) | 9 (90 Wo.)        | 90     |
| Vereinigtes Königreich (OCC)   | 2 (49 Wo.)        | 49     |

| ChartsJahrescharts (1999)      | Platzierung |
| ------------------------------ | ----------- |
| Vereinigte Staaten (Billboard) | 199         |
| Vereinigtes Königreich (OCC)   | 100         |

| ChartsJahrescharts (2000)      | Platzierung |
| ------------------------------ | ----------- |
| Deutschland (GfK)              | 28          |
| Österreich (Ö3)                | 32          |
| Schweiz (IFPI)                 | 55          |
| Vereinigte Staaten (Billboard) | 28          |
| Vereinigtes Königreich (OCC)   | 49          |

### Auszeichnungen für Musikverkäufe
Brand New Day wurde 2000 in Deutschland für mehr als 300.000 verkaufte Einheiten mit einer Platin-Schallplatte ausgezeichnet. In den Vereinigten Staaten wurde das Album 2001 für über drei Millionen Verkäufe mit dreifach-Platin ausgezeichnet.
| Land/Region                  | Auszeichnungen für Musikverkäufe (Land/Region, Auszeichnung, Verkäufe) | Verkäufe  |
| ---------------------------- | ---------------------------------------------------------------------- | --------- |
| Argentinien (CAPIF)          | Gold                                                                   | 20.000    |
| Australien (ARIA)            | Platin                                                                 | 70.000    |
| Belgien (BRMA)               | Gold                                                                   | (25.000)  |
| Brasilien (PMB)              | Platin                                                                 | 250.000   |
| Dänemark (IFPI)              | Gold                                                                   | (25.000)  |
| Deutschland (BVMI)           | Platin                                                                 | (300.000) |
| Europa (IFPI)                | 2× Platin                                                              | 2.000.000 |
| Frankreich (SNEP)            | 2× Gold                                                                | (200.000) |
| Griechenland (IFPI)          | Gold                                                                   | (25.000)  |
| Hongkong (IFPI/HKRIA)        | Platin                                                                 | 20.000    |
| Indien (IMI)                 | Platin                                                                 | 50.000    |
| Indonesien (ASIRI)           | Gold                                                                   | 25.000    |
| Irland (IRMA)                | Platin                                                                 | (15.000)  |
| Israel (IFPI)                | Gold                                                                   | 20.000    |
| Italien (FIMI)               | 3× Platin                                                              | (300.000) |
| Japan (RIAJ)                 | Platin                                                                 | 200.000   |
| Kanada (MC)                  | 2× Platin                                                              | 200.000   |
| Malaysia (RIM)               | Gold                                                                   | 25.000    |
| Neuseeland (RMNZ)            | Platin                                                                 | 15.000    |
| Niederlande (NVPI)           | Platin                                                                 | (80.000)  |
| Norwegen (IFPI)              | Gold                                                                   | (25.000)  |
| Österreich (IFPI)            | Gold                                                                   | (25.000)  |
| Polen (ZPAV)                 | Platin                                                                 | (100.000) |
| Portugal (AFP)               | Platin                                                                 | (40.000)  |
| Schweiz (IFPI)               | Platin                                                                 | (50.000)  |
| Singapur (RIAS)              | Platin                                                                 | 15.000    |
| Spanien (Promusicae)         | Platin                                                                 | (100.000) |
| Südafrika (RISA)             | Platin                                                                 | 50.000    |
| Südkorea (KMCA)              | Gold                                                                   | 15.000    |
| Tschechien (IFPI)            | Platin                                                                 | (50.000)  |
| Türkei (Mü-YAP)              | Platin                                                                 | (30.000)  |
| Ungarn (MAHASZ)              | Gold                                                                   | (25.000)  |
| Vereinigte Staaten (RIAA)    | 3× Platin                                                              | 3.000.000 |
| Vereinigtes Königreich (BPI) | Platin                                                                 | (300.000) |
| Insgesamt                    | 13× Gold · 28× Platin ·                                                | 5.975.000 |

Hauptartikel: Sting/Auszeichnungen für Musikverkäufe